# Guerre des Dix Ans
Pour les articles homonymes, voir Guerre de Dix Ans.
La guerre des Dix Ans (1868-1878), dite aussi guerre de 68, ou grande guerre, est la première tentative de Cuba pour obtenir l'indépendance. Elle se solde finalement par le maintien de la présence espagnole. L'insurrection recommence en 1895 avec la guerre d'indépendance cubaine.

## La guerre
Le 10 octobre 1868, Carlos Manuel de Céspedes (1819-1874), riche propriétaire terrien, libère ses esclaves et fonde une armée. Il tente le lendemain 11 octobre de libérer la ville de Yara et déclenche ainsi le conflit avec l'Espagne, qui allait durer dix ans (1868-1878). Malgré le soutien des États-Unis — plusieurs bateaux américains débarquent à Cuba avec des armes et des volontaires, dont de nombreux vétérans de la guerre de Sécession — les Espagnols remportent une victoire sanglante face aux insurgés.  

## Bilan
Du côté cubain, la guerre fut terrible. Il y eut plus de 300 000 morts civils et militaires tandis que l'industrie et l'agriculture (plantations de sucre) furent ravagées. Les ravages de la guerre n'empêcheront pas les Cubains de se révolter de nouveau en 1895 et d'obtenir enfin l'indépendance en 1898. La république cubaine naît en 1902.
Du côté espagnol, la guerre coûta la vie à de nombreux soldats.
Toutefois, il s’agit tout de même d’une demi-victoire pour le peuple cubain, car il obtient par le pacte de Zanjón (10 février 1878) une certaine autonomie, l’abolition de l’esclavage en 1880 — mise en pratique seulement à partir de 1886 — et l’égalité des droits entre les Blancs et les Noirs, proclamée en 1893. Le pacte a aussi des répercussions politiques, puisqu’il engendre l’apparition des premiers partis politiques.
Les réformes promises à la suite de la guerre des Dix Ans ne donnent pas satisfaction, ce qui occasionne un nouveau soulèvement : la Petite Guerre de 1879-1880, au cours de laquelle les Cubains prennent conscience de la nécessité d'opposer à l'Espagne un front uni. Mieux préparés, ils se révoltent à nouveau en 1895 et obtiennent l'indépendance en 1898, avec l'aide des États-Unis.
Le premier jour du soulèvement de 1868 est commémoré officiellement sous le nom de el Grito de Yara (le Cri de Yara).